# Elena Dolgopolova
Elena Vladimirovna Dolgopolova (russe : Елена Владимировна Долгополова, née le 23 janvier 1980 à Voljski (RSFS de Russie), est une gymnaste artistique russe.

## Palmarès

### Jeux olympiques
- Atlanta 1996
  -  médaille d'argent au concours par équipes

### Championnats du monde
- Lausanne 1997
  -  médaille d'argent au concours par équipes